# Luis Gabriel Rentería
Luis Gabriel "Matagatos" Rentería (Panamá, 13 de septiembre de 1988 - ibídem, 6 de marzo de 2014) fue un futbolista panameño que jugaba en la posición de delantero. Formó parte de los clubes Dorados de Los Mochis en México, Real Cartagena de Colombia, Bolívar de Bolivia y Tauro F.C. de la Liga Panameña de Fútbol.
Dentro de sus logros destaca haber sido campeón en dos ocasiones con el Tauro F.C. y campeón goleador en el torneo LPF Clausura 2012 con 14 tantos. Fue miembro de la Selección Nacional de Panamá bajo el proyecto de Julio César Dely Valdés, anotando un gol contra la Selección de Jamaica en el Estadio Rommel Fernández de la capital panameña, en las eliminatorias de la Concacaf para el Mundial de Brasil 2014.

## Fallecimiento
Murió el 6 de marzo de 2014, a consecuencia de un paro cardíaco, por complicaciones originadas por el lupus eritematoso sistémico, el cual originó nefropatía lúpica luego de estar hospitalizado desde agosto del 2013, en el Hospital Santo Tomás. Sus familiares informaron del fallecimiento a la 5:00 del 6 de marzo de 2014.

## Selección nacional
Debutó con la selección de fútbol de Panamá el 4 de septiembre de 2010 en un partido amistoso contra la selección de fútbol de Costa Rica, en la empate 2-2 en Panamá.

### Goles internacionales
| Núm. | Fecha               | Lugar                                    | Rival     | Gol  | Resultado | Competición               |
| ---- | ------------------- | ---------------------------------------- | --------- | ---- | --------- | ------------------------- |
| 1    | 17 de enero de 2011 | Estadio Rommel Fernández, Panamá, Panamá | Nicaragua | 2 -0 | 2-0       | Copa Centroamericana 2011 |
| 2    | 25 de marzo de 2011 | Estadio Rommel Fernández, Panamá, Panamá | Bolivia   | 2 -0 | 2-0       | Amistoso                  |
| 3    | 29 de marzo de 2011 | Estadio Pedro Marrero, Habana, Cuba      | Cuba      | 0-1  | 0-2       | Amistoso                  |
| 4    | 28 de mayo de 2012  | Independence Park, Kingston, Jamaica     | Jamaica   | 0-1  | 0-1       | Amistoso                  |
| 5    | 2 de junio de 2012  | Estadio Rommel Fernández, Panamá, Panamá | Jamaica   | 2 -1 | 2-1       | Amistoso                  |

## Clubes
| Club                  | País     | Año  |
| --------------------- | -------- | ---- |
| Dorados de Los Mochis | México   | 2009 |
| Tauro F.C.            | Panamá   | 2010 |
| Real Cartagena        | Colombia | 2011 |
| Tauro FC              | Panamá   | 2012 |
| Bolívar               | Bolivia  | 2012 |
| Tauro FC              | Panamá   | 2013 |

## Campeonatos nacionales
| Título            | Club     | País   | Año  |
| ----------------- | -------- | ------ | ---- |
| LPF Apertura 2010 | Tauro FC | Panamá | 2010 |
| LPF Clausura 2012 | Tauro FC | Panamá | 2012 |